# Juan Gualberto González
Juan Gualberto González (ur. 12 lipca 1851 w Asunción, zm. 30 lipca 1912 tamże) – paragwajski polityk, prezydent Paragwaju od 25 listopada 1890 do 9 czerwca 1894.